# همیشه بدرخش
همیشه بدرخش (به انگلیسی: Always Shine) یک فیلم تریلر روانی سال ۲۰۱۶ آمریکا نوشته شده توسط لارنس مایکل لوین و به کارگردانی سوفیا تاکال است. ستاره فیلم مکنزی دیویس و کیتلین فیتزجرالد به عنوان دو دوست برای آخر هفته به بیگ سور می‌روند. همچنین، الکساندر کخ و جین آدامز در این فیلم بازی می‌کنند.
این فیلم برتر جشنواره فیلم ترایبکا در تاریخ ۱۵ آوریل ۲۰۱۶ بود. آن در نسخه محدود در ۲۵ نوامبر سال ۲۰۱۶ توسط اسیلوسکوپ لبوریتوریز منتشر شد.